# Уруша
Уруша — посёлок городского типа в Сковородинском районе Амурской области России, административный центр городского поселения Рабочий посёлок (пгт) Уруша.

## География
Расположен на реке Уруша в северо-западной части области, в 67 км к западу от районного центра, города Сковородино.

## История
Посёлок основан в 1904 году. Первое упоминание о школе — 1909 год.
Статус посёлка городского типа с 1950 года.

## Население
| 1959  | 1970  | 1979  | 1989  | 2002  | 2009  | 2010  |
| ----- | ----- | ----- | ----- | ----- | ----- | ----- |
| 5476  | ↘4884 | ↗5645 | ↘4929 | ↘4422 | ↘4053 | ↘3777 |
| 2011  | 2012  | 2013  | 2014  | 2015  | 2016  | 2017  |
| ↘3766 | ↘3671 | ↘3555 | ↘3477 | ↘3420 | ↘3364 | ↘3352 |
| 2018  | 2019  | 2020  | 2021  | 2023  |       |       |
| ↘3332 | ↘3324 | ↘3262 | ↘2959 | ↘2873 |       |       |

## Экономика
Станция Уруша ЗабЖД. Предприятия железнодорожного транспорта.

## Культура
В посёлке имеется одно учреждение культуры «Клуб железнодорожников».

## Достопримечательности
Памятник воинам Великой Отечественной войны.